# Радил, Лукаш
Лукаш Радил (чеш. Lukáš Radil; род. 5 августа 1990, Часлав, Среднечешский край) — чешский хоккеист, выступающий в чешской «Экстралиге» в составе клуба «Пардубице». Играет на позиции правого нападающего. Чемпион Чехии 2014 года в составе «Пардубице». Представлял национальную сборную Чехии на ряде соревнований, полуфиналист Олимпиады 2018 года.

## Клубная карьера

### Выступления в Чехии
Радил получил хоккейное образование в системе «Пардубице», где и выступал весь «чешский» этап своей карьеры. Несколько раз его отправляли в 1-ю чешскую лигу для получения игровой практики.
Подписав новый контракт с командой перед началом сезона 2013/14, Лукаш затем смог улучшить статистические показатели, став одним из лучших бомбардиров Экстралиги, и получив приглашение в сборную Чехии.
В конце сезона 2014—2015 у Радила были предложения посетить тренировочный лагерь некоторых клубов НХЛ, также его приглашали в Финляндию, однако Лукаш решил отправиться в КХЛ.

### Выступления в КХЛ, 2015
4 июня 2015 года подписал контракт с московским «Спартаком». До Радила в «Спартаке» играли такие воспитанники «Пардубице» как Доминик Гашек и Якуб Накладал. В «Спартаке» он сразу стал играть в первом звене. Уже по ходу сезона, 29 февраля 2016 года Радил продлил соглашение, подписав контракт ещё на два года. После окончания контракта, летом 2018 года, решил продолжить карьеру в НХЛ, перейдя в клуб «Сан-Хосе Шаркс», подписав двусторонний контракт сроком на 1 год с зарплатой $ 750 000.

### Заокеанская карьера, 2018

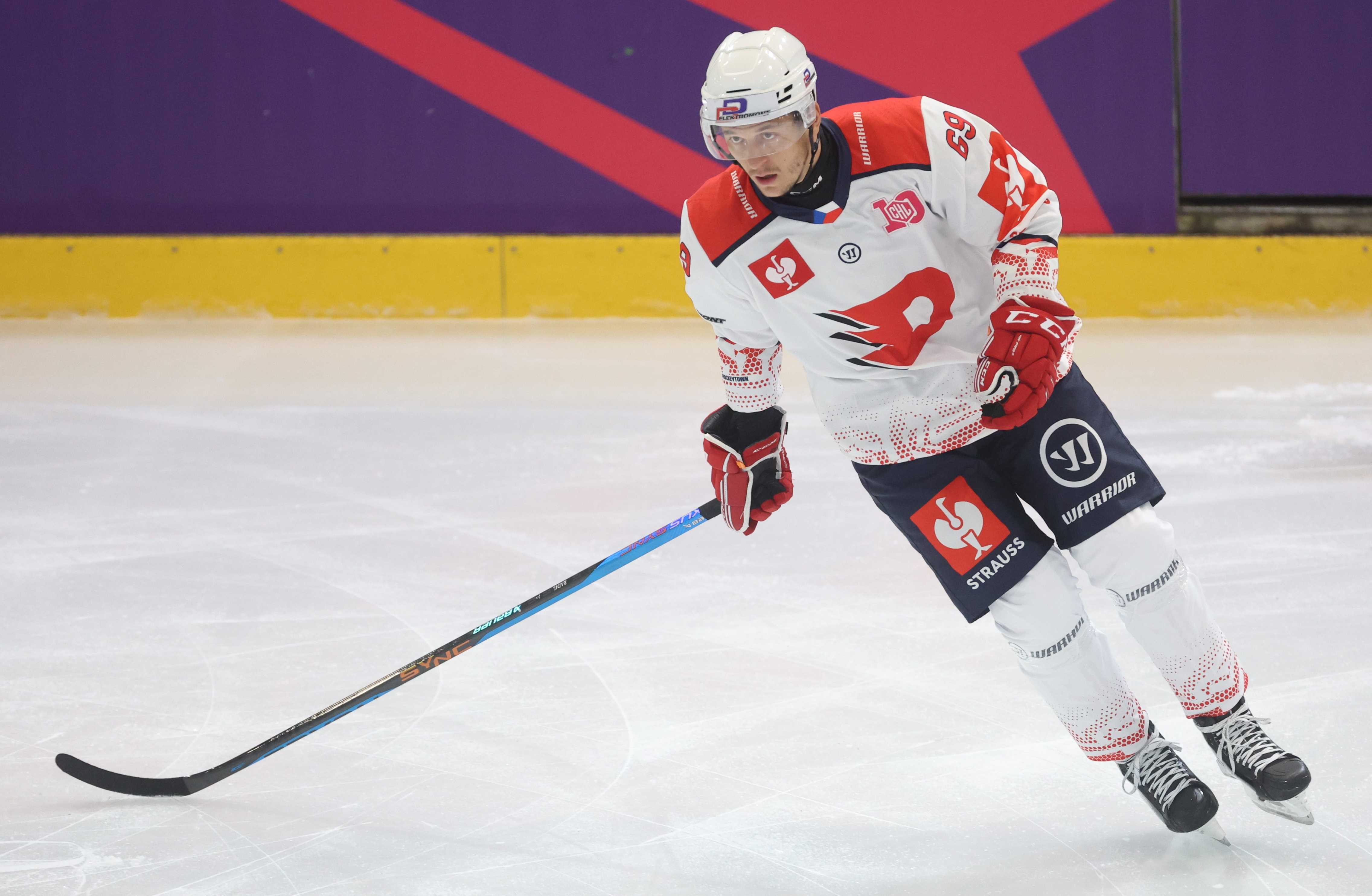
Радил в составе «Пардубице» в 2024 году

Радил начал сезон 2018/2019 в АХЛ, в фарм-клубе акул «Сан-Хосе Барракуда». 28 ноября 2018 года провёл свой первый матч в НХЛ за «Сан-Хосе Шаркс» («акулы» проиграли «Торонто Мэйпл Лифс» со счётом 3:5, сам Радил провёл на льду 12 минут, не набрав очков за результативность). 8 декабря 2018 года забросил первую шайбу в НХЛ. На 55 минуте матча с «Аризоной Койотис» при счёте 3:3 забил гол, ставший победным для его команды. 2 января 2019 года Радил забросил свою пятую шайбу в сезоне и вторую победную в заокеанской карьере, поразив ворота своего соотечественника Павла Францоуза в игре против «Колорадо Эвеланш». 6 января было объявлено о том, что Радил продлил контракт с «Сан-Хосе Шаркс» до окончания сезона 2019/2020, условия договора не были обнародованы. В этом сезоне также делил время между основной командой «Шаркс» и фарм-клубом в АХЛ «Барракуда». Закрепиться в НХЛ не удалось, поэтому летом 2020 года покинул «Сан-Хосе» и вернулся в Россию — в московский «Спартак».

### Возвращение в КХЛ, 2020
9 июня 2020 года, спустя два года, Радил вернулся в «Спартак» и подписал односторонний контракт, рассчитанный до 30 апреля 2021 года. 25 октября 2020 года сделал хет-трик в ворота «Сочи» (4:1). 30 апреля 2021 года в связи с истечением контракта покинул «Спартак».
29 июня 2021 года стал игроком рижского «Динамо».

### Возвращение в Чехию, 2022
В 2022 году Радил вернулся в родной «Пардубице». В сезоне 2023/24 помог клубу выиграть регулярный сезон, а сам попал в десятку лучших бомбардиров регулярного сезона. В плэйофф Радил стал лучшим бомбардиром команды, «Пардубице» вышел в финал, где в семи матчах уступил «Оцеларжи».

## Карьера в сборной
Радил регулярно привлекался в молодёжную сборную страны с 2008-го по 2010-й годы, однако не попадал в состав команды на молодёжные чемпионаты мира.
В сезоне 2013/14 благодаря удачным выступлениям в Экстралиге получил вызов в сборную Чехии, за которую регулярно выступал до отъезда за океан. Был участником чемпионата мира 2017 года и олимпийских игр 2018 года, где вместе со сборной дошел до полуфинала. Всего за сборную Чехии провёл 131 игру, набрал 72 очка (31+41).

## Статистика

### Клубная статистика
| Сезон                     | Клуб                      | Команда                   | Регулярный сезон | Регулярный сезон | Регулярный сезон | Регулярный сезон | Регулярный сезон | Плей-офф | Плей-офф | Плей-офф | Плей-офф | Плей-офф |
| Сезон                     | Клуб                      | Команда                   | И                | Г                | П                | О                | Шт               | И        | Г        | П        | О        | Шт       |
| ------------------------- | ------------------------- | ------------------------- | ---------------- | ---------------- | ---------------- | ---------------- | ---------------- | -------- | -------- | -------- | -------- | -------- |
| 2007/2008                 | ХК Пардубице              | Чешская экстралига        | 0                | 0                | 0                | 0                | 0                | 6        | 0        | 1        | 1        | 0        |
| 2008/2009                 | ХК Пардубице              | Чешская экстралига        | 17               | 0                | 2                | 2                | 0                | —        | —        | —        | —        | —        |
| 2008/2009                 | ХК Хрудим                 | 1-я лига                  | 1                | 0                | 0                | 0                | 2                | —        | —        | —        | —        | —        |
| 2009/2010                 | ХК Пардубице              | Чешская экстралига        | 12               | 1                | 4                | 5                | 0                | —        | —        | —        | —        | —        |
| 2009/2010                 | ХК Хрудим                 | 1-я лига                  | 31               | 9                | 12               | 21               | 20               | 4        | 0        | 0        | 0        | 0        |
| 2010/2011                 | ХК Пардубице              | Чешская экстралига        | 29               | 1                | 4                | 5                | 6                | 4        | 0        | 0        | 0        | 0        |
| 2010/2011                 | ХК Хрудим                 | 1-я лига                  | 10               | 2                | 7                | 9                | 8                | —        | —        | —        | —        | —        |
| 2010/2011                 | ХК Врхлаби                | 1-я лига                  | 2                | 2                | 0                | 2                | 0                | —        | —        | —        | —        | —        |
| 2011/2012                 | ХК Пардубице              | Чешская экстралига        | 45               | 7                | 8                | 15               | 12               | 12       | 7        | 1        | 8        | 6        |
| 2011/2012                 | ХК Градец-Кралове         | 1-я лига                  | 2                | 0                | 0                | 0                | 0                | —        | —        | —        | —        | —        |
| 2012/2013                 | ХК Пардубице              | Чешская экстралига        | 27               | 1                | 4                | 5                | 6                | 4        | 0        | 0        | 0        | 0        |
| 2012/2013                 | ХК Градец-Кралове         | 1-я лига                  | 4                | 2                | 3                | 5                | 10               | —        | —        | —        | —        | —        |
| 2013/2014                 | ХК Пардубице              | Чешская экстралига        | 48               | 16               | 16               | 32               | 20               | 10       | 2        | 2        | 4        | 6        |
| 2014/2015                 | ХК Пардубице              | Чешская экстралига        | 52               | 10               | 29               | 39               | 22               | 9        | 3        | 3        | 6        | 2        |
| 2015/2016                 | Спартак Москва            | КХЛ                       | 57               | 13               | 19               | 32               | 30               | —        | —        | —        | —        | —        |
| 2016/2017                 | Спартак Москва            | КХЛ                       | 56               | 12               | 21               | 32               | 50               | —        | —        | —        | —        | —        |
| 2017/2018                 | Спартак Москва            | КХЛ                       | 51               | 16               | 22               | 38               | 12               | 4        | 0        | 0        | 0        | 2        |
| 2018/2019                 | Сан-Хосе Барракуда        | АХЛ                       | 15               | 4                | 7                | 11               | 14               | 1        | 0        | 1        | 1        | 0        |
| 2018/2019                 | Сан-Хосе Шаркс            | НХЛ                       | 36               | 7                | 4                | 11               | 6                | 6        | 0        | 0        | 0        | 0        |
| 2019/2020                 | Сан-Хосе Барракуда        | АХЛ                       | 28               | 6                | 10               | 16               | 8                | —        | —        | —        | —        | —        |
| 2019/2020                 | Сан-Хосе Шаркс            | НХЛ                       | 14               | 0                | 0                | 0                | 8                | —        | —        | —        | —        | —        |
| 2020/2021                 | Спартак Москва            | КХЛ                       | 55               | 19               | 13               | 32               | 22               | 3        | 0        | 0        | 0        | 25       |
| НХЛ: всего                | НХЛ: всего                | НХЛ: всего                | 50               | 7                | 4                | 11               | 14               | 6        | 0        | 0        | 0        | 0        |
| АХЛ: всего                | АХЛ: всего                | АХЛ: всего                | 43               | 10               | 17               | 27               | 22               | 1        | 0        | 1        | 1        | 0        |
| КХЛ: всего                | КХЛ: всего                | КХЛ: всего                | 219              | 60               | 75               | 135              | 114              | 7        | 0        | 0        | 0        | 27       |
| Чешская экстралига: всего | Чешская экстралига: всего | Чешская экстралига: всего | 230              | 36               | 67               | 103              | 6                | 45       | 12       | 7        | 19       | 14       |
| 1-я чешская лига: всего   | 1-я чешская лига: всего   | 1-я чешская лига: всего   | 50               | 15               | 22               | 37               | 40               | 8        | 2        | 4        | 6        | 2        |

## Достижения
- Чемпион Чешской Экстралиги сезона 2009—2010 года
- Чемпион Чешской Экстралиги сезона 2011—2012 года